# Milan (tàu tuần dương Pháp)
Milan là một tàu tuần dương không được bảo vệ của Hải quân Pháp vào cuối thế kỷ XIX. Vào thời điểm hoàn thành của nó, Milan đã được xem xét bởi một số ấn phẩm rằng nó là tàu chiến nhanh nhất trên thế giới. Tàu chiến này là tàu tuần dương không được bảo vệ đầu tiên trong hải quân Pháp, và thiết kế của Milan ảnh hưởng đến việc xây dựng các tàu tuần dương không được bảo vệ sau này.

## Lịch sử

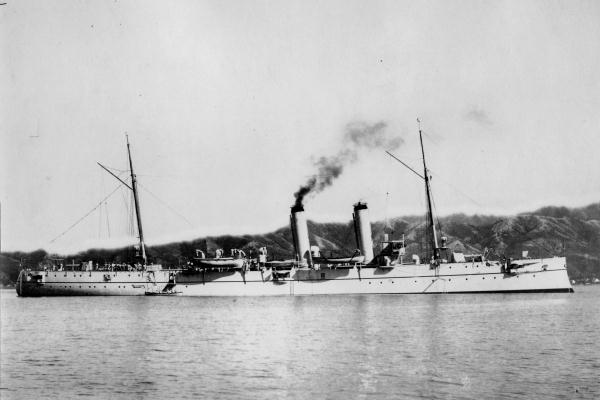
Miyako, một tàu tuần dương không được bảo vệ của Nhật Bản được sản xuất vào năm 1898 được cho là có vẻ giống như Milan.

Milan được đặt tại Saint-Nazaire vào năm 1882 và được đưa vào Hải quân Pháp vào năm 1885 với tư cách là tàu tuần dương đầu tiên của quốc gia. Milan được thiết kế để trở thành một con tàu tốc độ nhanh, tàu vũ trang có quy mô lớn. Vào thời điểm đó, Hải quân coi Milan là một tay trinh sát không vũ trang tốc độ cao 18,4 nút, mặc dù ý tưởng này chưa bao giờ được thực hiện và Milan được trang bị hai khẩu súng 4 inch, 13 khẩu súng nhỏ hơn và hai ống ngư lôi. Con tàu cũng được trang bị ống hơi nước cho phép Milan tăng tốc và giảm tốc độ nhanh chóng. Vị trí của nồi hơi là không bình thường trong thời gian đó, chúng được đặt ở phía trước và phía sau ở trung tâm của con tàu, với một phòng cháy ở mỗi bên. Với những hầm than được thiết kế để đưa vào khoang máy bằng trọng lực, thiết kế của con tàu nhằm giảm lượng lao động cần thiết để đưa than vào nồi hơi. Nồi hơi do công ty Paris Belleville & Cos phát triển đã đạt được công suất 4.000 mã lực trong suốt 6 giờ thử nghiệm tốc độ trong những lần thử nghiệm trên biển vào đầu năm 1885.
Khi được sản xuất, con tàu cao 303 foot (92 m) tính từ mặt nước biển, 32 foot 8 inch (9,96 m) chiều ngang. Nó có độ mớn nước trung bình là 12 foot (3,7 m) nên có tải trọng 1,560 tấn (1,535 tấn Anh; 1,720 tấn Mỹ). Thân tàu đóng bằng thép và có 2 chân vịt. Hầm than của tàu có sức chứa 300 tấn (300 tấn Anh; 330 tấn Mỹ), đủ cho tàu chạy 100 tiếng với tốc độ 17,5 hải lý trên giờ (32,4 km/h; 20,1 mph).
Thiết kế của Milan được ghi nhận tương tự như hai tàu tuần dương không được bảo vệ của Nhật Bản, Yaeyama (sản xuất năm 1889) và Miyako (sản xuất năm 1898).
Con tàu bắt đầu các cuộc thử nghiệm trên biển vào đầu năm 1885 tại Brest. Cuối cùng, nó bị đưa ra khỏi danh sách tàu hải quân vào năm 1908.